# Falcileptoneta inagakii
Espèce
Falcileptoneta inagakii est une espèce d'araignées aranéomorphes de la famille des Leptonetidae.

## Distribution
Cette espèce est endémique de Honshū au Japon. Elle se rencontre dans la grotte Haigama-no-ana à Shima dans la préfecture de Mie.

## Description
Le mâle holotype mesure 2,64 mm.

## Étymologie
Cette espèce est nommée en l'honneur de Masashi Inagaki.

## Publication originale
- Irie & Ono, 2011 : Two new species of the spider genus Falcileptoneta (Araneae, Leptonetidae) from Gifu and Mie Prefectures, Honshu, Japan. Bulletin of the National Museum of Nature and Science, Tokyo, sér. A, vol. 37, p. 73-78 (texte original).